# Rick Barry

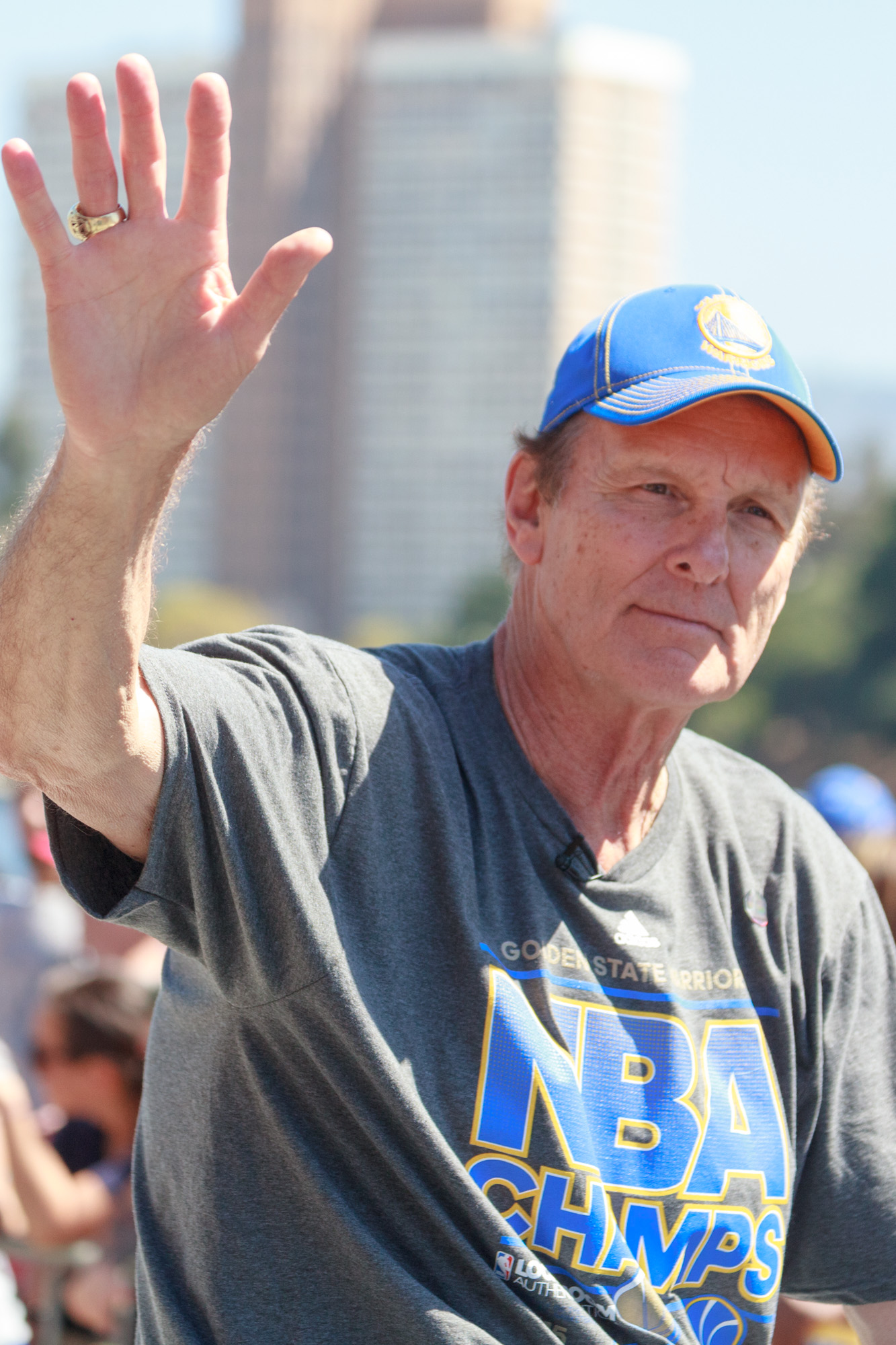
Rick Barry 2015.

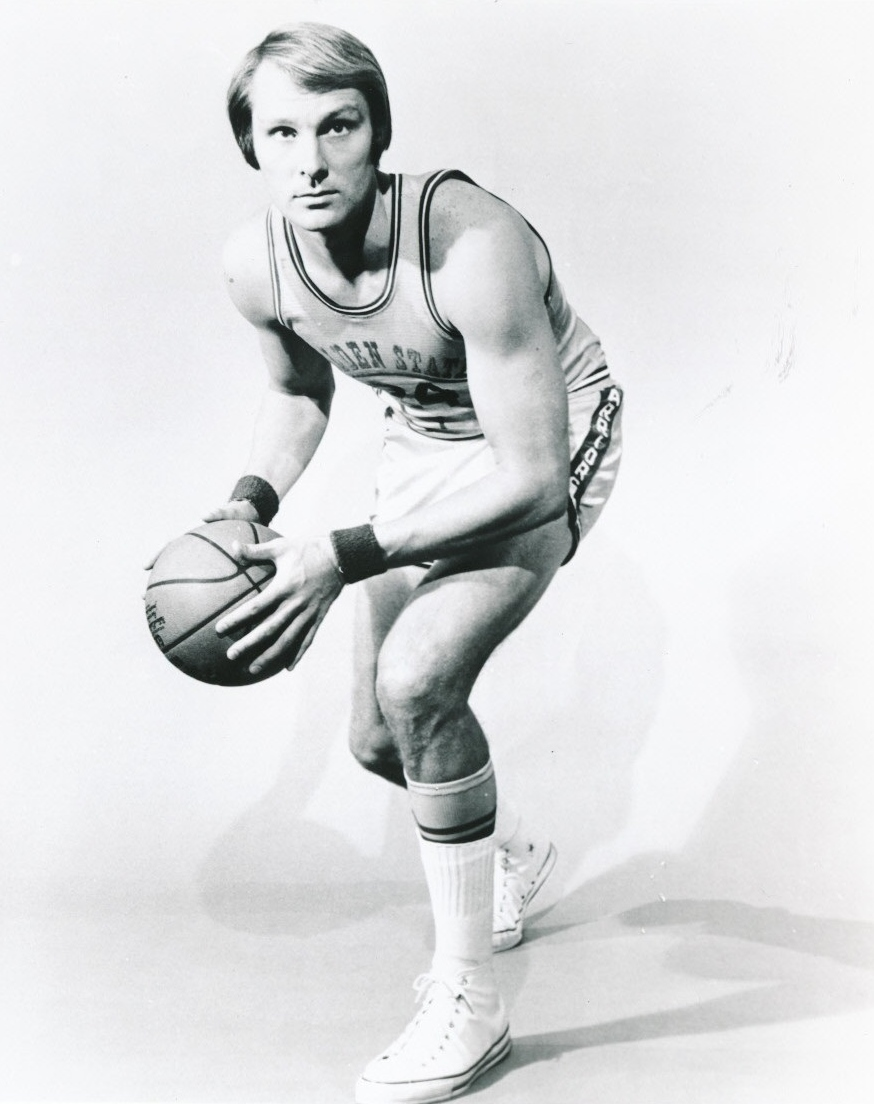
Rick Barry 1972.

Richard Francis Dennis "Rick" Barry III, född 28 mars 1944 i Elizabeth i New Jersey, är en amerikansk före detta basketspelare. Han spelade som small forward i både ABA och NBA. Han valdes in i Naismith Memorial Basketball Hall of Fame 1987.

## Lag
- Miami Hurricanes (1962–1965)
- San Francisco Warriors (1965–1967)
- Oakland Oaks / Washington Caps (ABA, 1968–1970)
- New York Nets (ABA, 1970–1972)
- Golden State Warriors (1972–1978)
- Houston Rockets (1978–1980)